# 戴憑
戴憑（?—?），字次仲，汝南郡平舆县（今河南省平舆县北）人，东汉经学家。
戴凭研习“京氏《易》”。十六岁时，汝南郡举为明经，经召试为博士，汉光武帝拜他为郎中。
当时，光武帝召集公卿群臣解经，群臣全部就席，只有戴凭站着。光武帝问原因。戴凭回答：“博士说经都不如臣，但坐居臣上，所以我不得就席。”光武帝召他上殿，令他与诸儒辩论，戴凭解释了很多地方。汉光武帝很欣赏，拜他为侍中，多次召见他问政策得失。光武帝对戴凭说：“侍中应当匡补国政，不要有隐情。”戴凭回答：“陛下严。”光武帝问：“朕怎么严了？”戴凭说：“臣见前太尉西曹掾蒋遵，清廉诚实忠孝，学通古今，陛下听了不实之言，将他禁锢，世人通过这件事以为陛下严厉。”光武帝大怒：“汝南小子想要结党吗？”戴凭出宫，到廷尉自首，光武帝下诏让他出狱。后再次召见，戴凭道歉：“臣没有正直的节操，而有狂悖之言，不能以死劝谏，偷生苟活，对不起圣朝。”光武帝于是命尚书解除蒋遵禁锢，拜戴凭为虎贲中郎将，以侍中兼领。
正月初一朝贺，百僚齐会，光武帝令能讲论五经的大臣与戴凭辩论，谁的经义讲不通，就让他把席位让出来给讲通的人，戴凭力挫群儒，接连驳倒五十余人，于是叠坐五十余席。京师人为之称赞说：“解经不穷戴侍中。”成为光武时京氏《易》重要传人。他在职十八年，卒在官任上去世，皇帝下诏赐东园棺木，钱二十万。

## 延伸阅读
[在维基数据编辑]
 《後漢書/卷79上》，出自范晔《後漢書》
 《東觀漢記》